# Tomás Barrios Vera
Marcelo Tomás Barrios Vera (* 10. Dezember 1997 in Santiago de Chile) ist ein chilenischer Tennisspieler.

## Karriere
Barrios Vera begann mit drei Jahren Tennis zu spielen und war als Junior bereits recht erfolgreich. 2015 spielte er bei drei von vier Grand-Slam-Turnieren. Dabei gelang ihm bei den French Open der Einzug ins Viertelfinale, das er gegen Taylor Fritz verlor. Bei den Wimbledon Championships schaffte er den Einzug ins Achtelfinale, während er bei den US Open bereits in der ersten Runde ausschied. Seine beste Platzierung in der Junioren-Weltrangliste war ein kombinierter 5. Rang.
Bereits mit 15 Jahren bestritt Barrios Vera seine ersten Spiele auf der Profi-Tour. Er spielt hauptsächlich Turniere der ITF Future Tour sowie der ATP Challenger Tour. Auf der Future Tour konnte er bislang vier Einzel- und drei Doppeltitel gewinnen. Sein erster Erfolg auf der Challenger Tour war 2017 der Gewinn des Doppeltitels in Santiago de Chile. Gemeinsam mit seinem Landsmann Nicolás Jarry erhielt er eine Wildcard und spielte sich bis ins Finale. Dort trafen sie auf das topgesetzte Duo Máximo González und Andrés Molteni, gegen das sie sich in zwei Sätzen durchsetzten. Im Einzel ist seine beste Platzierung ein 387. Rang, im Doppel ein 380. Rang.
2017 gab Barrios Vera sein Debüt für die chilenische Davis-Cup-Mannschaft. Im Spiel gegen die Dominikanische Republik gewann er das dritte, bereits unbedeutende Einzel gegen José Olivares.

## Erfolge
| Legende (Anzahl der Siege)            |
| Grand Slam                            |
| ATP Finals Next Generation ATP Finals |
| ATP Tour Masters 1000                 |
| ATP Tour 500                          |
| ATP Tour 250 (1)                      |
| ATP Challenger Tour (6)               |

| ATP-Titel nach Belag |
| Hartplatz (0)        |
| Sand (1)             |
| Rasen (0)            |

### Einzel
| Nr. | Datum           | Turnier         | Belag | Finalgegner           | Ergebnis  |
| --- | --------------- | --------------- | ----- | --------------------- | --------- |
| 1.  | 15. August 2021 | Meerbusch       | Sand  | Juan Manuel Cerúndolo | 7:67, 6:3 |
| 2.  | 9. April 2023   | San Luis Potosí | Sand  | Dominik Koepfer       | 7:66, 7:5 |
| 3.  | 23. April 2023  | Florianópolis   | Sand  | Alejandro Tabilo      | 6:4, 6:4  |
| 4.  | 21. Juli 2024   | Amersfoort      | Sand  | Alexei Sacharow       | 6:2, 6:1  |
| 5.  | 6. April 2025   | Campinas        | Sand  | Álvaro Guillén Meza   | 6:4, 6:3  |

### Doppel

#### Turniersiege

##### ATP World Tour
| Nr. | Datum        | Turnier           | Belag | Partner          | Finalgegner             | Ergebnis |
| --- | ------------ | ----------------- | ----- | ---------------- | ----------------------- | -------- |
| 1.  | 2. März 2024 | Santiago de Chile | Sand  | Alejandro Tabilo | Orlando Luz Matías Soto | 6:2, 6:4 |

##### ATP Challenger Tour
| Nr. | Datum         | Turnier           | Belag | Partner       | Finalgegner                    | Ergebnis |
| --- | ------------- | ----------------- | ----- | ------------- | ------------------------------ | -------- |
| 1.  | 11. März 2017 | Santiago de Chile | Sand  | Nicolás Jarry | Máximo González Andrés Molteni | 6:4, 6:3 |

## Abschneiden bei Grand-Slam-Turnieren

### Einzel
| Turnier         | 2021 | 2022 | 2023 | 2024 | 2025 | Karriere |
| --------------- | ---- | ---- | ---- | ---- | ---- | -------- |
| Australian Open | —    | 1    | Q2   | Q1   | Q2   | 1        |
| French Open     | Q2   | Q2   | Q2   | Q1   | Q2   | —        |
| Wimbledon       | 1    | Q1   | 2    | Q2   | Q3   | 2        |
| US Open         | Q1   | —    | Q1   | Q1   |      | —        |

Zeichenerklärung: S = Turniersieg; F, HF, VF, AF = Einzug ins Finale / Halbfinale / Viertelfinale / Achtelfinale; 1, 2, 3 = Ausscheiden in der 1. / 2. / 3. Hauptrunde; Q1, Q2, Q3 = Ausscheiden in der 1. / 2. / 3. Qualifikationsrunde; nicht ausgetragen